# Johann Georg Edlinger
Pour les articles homonymes, voir Edlinger.
Johann Georg Edlinger, né le 1er mars 1741 à Graz et mort le 15 septembre 1819 à Munich, est un peintre portraitiste autrichien, actif à Munich.

## Biographie
Edlinger naît à Graz en 1741, fils d'un jardinier, Josef Edlinger, et de sa femme Thérèse. Ses capacités artistiques sont reconnues très tôt ; après sa première instruction artistique à l'école latine de sa ville natale, il devient vers 1752 l'apprenti du peintre Embert à Graz ; il quitte l'atelier de son maître à l'âge de 17 ans pour trois années de voyage et de formation en Autriche et en Hongrie, avant de revenir à Graz.
En 1765, il se rend à Vienne, où il travaille dans l'atelier du peintre Tuchmeyer ; à la fin de l'année 1774, il est à Munich, entre à l'Académie des beaux-arts où il est élève du peintre Franz Ignaz Oefele ; il a également comme inspirateur le peintre suédois George Desmarées installé à Munich.
Edlinger se spécialise dans le portrait. En 1781, il est nommé peintre de la cour royale bavaroise (königlich bayerischen Hofmaler). Il avait épousé en 1775 Maria Anna Barbara Welser ; ils auront six enfants.
Cependant, l'idéal du portrait réaliste propre à Edlinger et son choix de portraits non vernis et non idéalisés le confrontent à des difficultés financières, avec une baisse de commandes. Il meurt à Munich, le 15 septembre 1819, dans une grande pauvreté. Il est inhumé à l'ancien cimetière du Sud.

## Œuvres
Ses portraits sont soigneusement réalisés dans l'esprit des œuvres de Rembrandt. Ils représentent des notables bavarois.

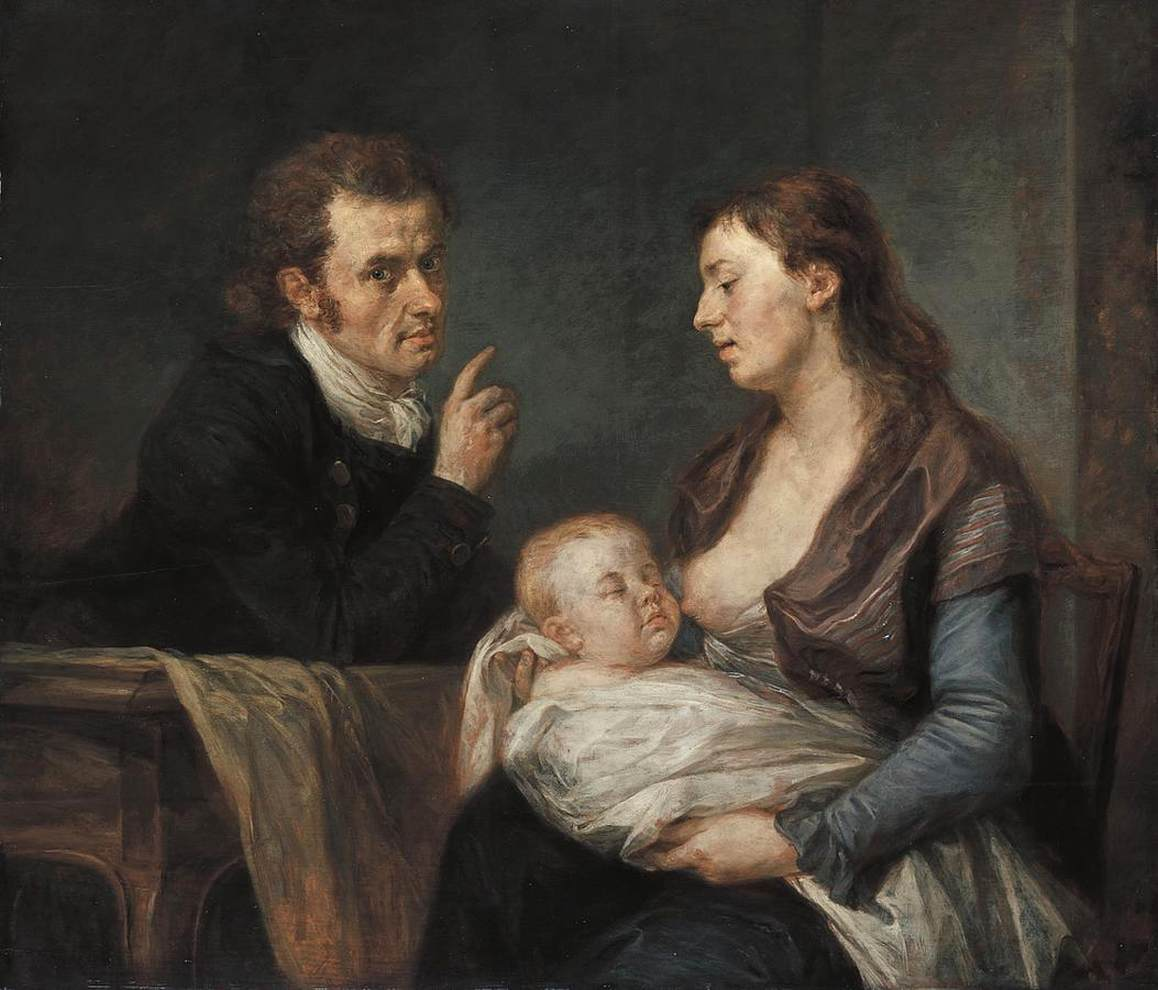
Portrait de famille, autour de 1800, Munich, Neue Pinakothek.
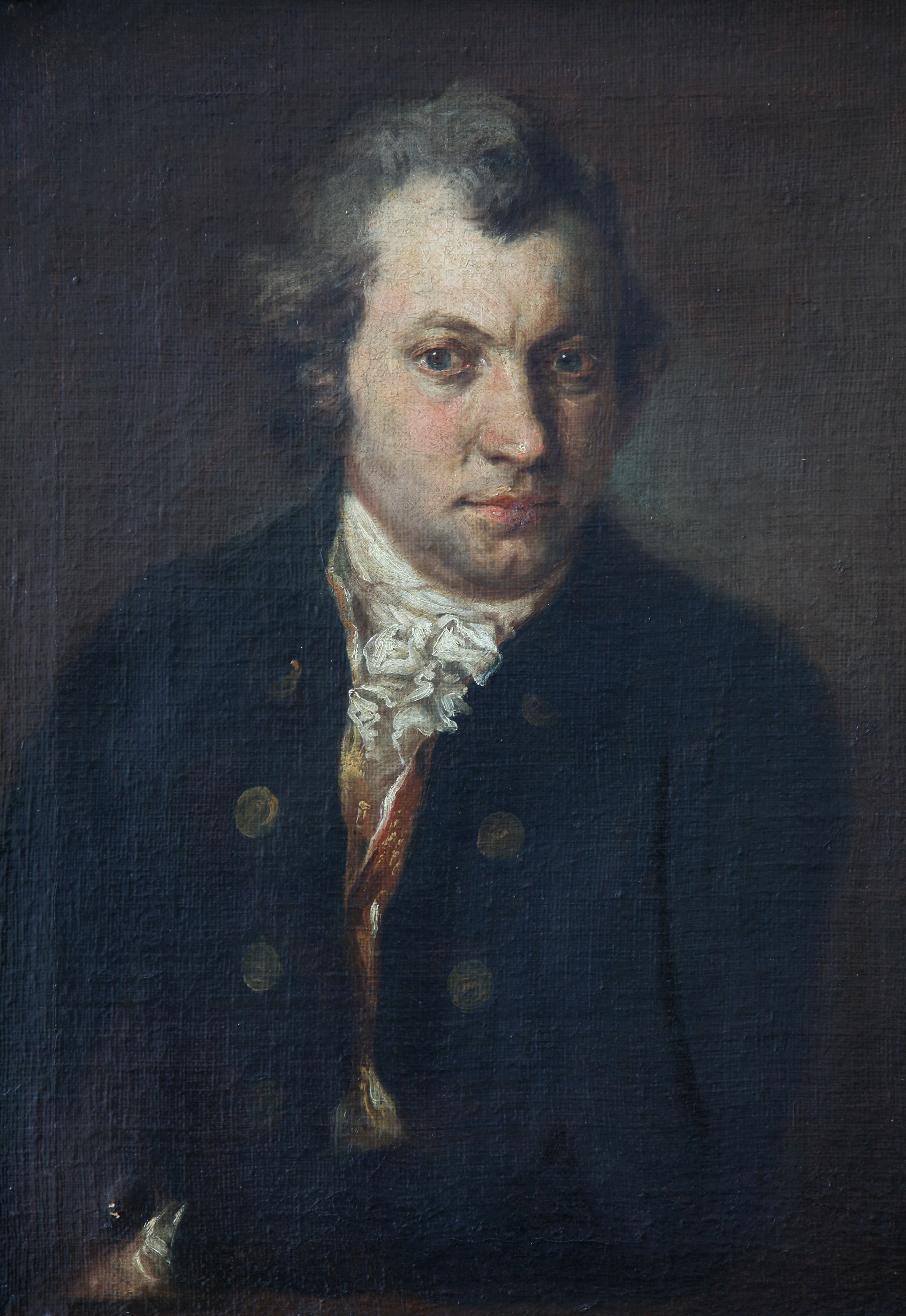
Heinrich Zimmermann (compagnon du capitaine Cook lors de son troisième et dernier voyage autour du monde).
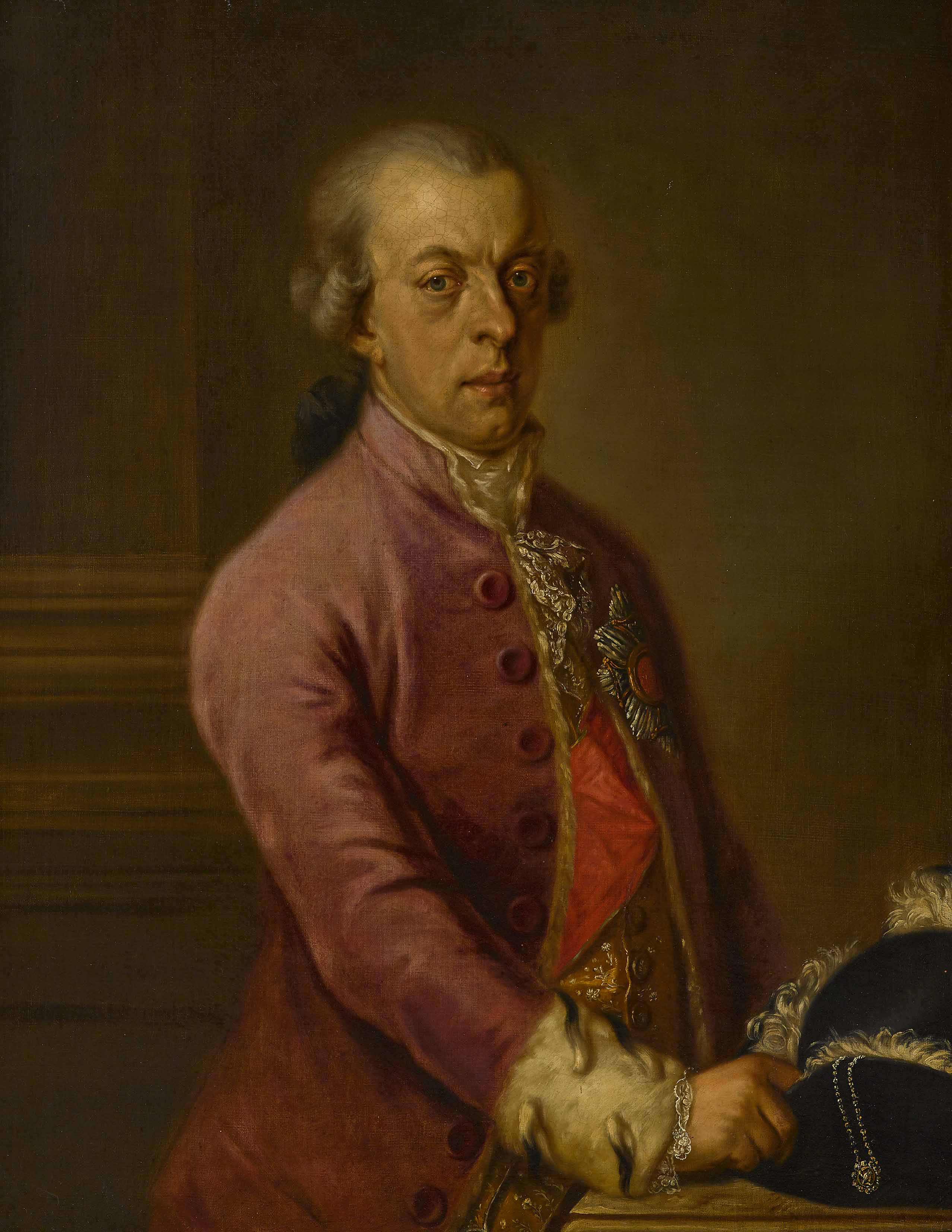
Wilhelm, duc en Bavière.
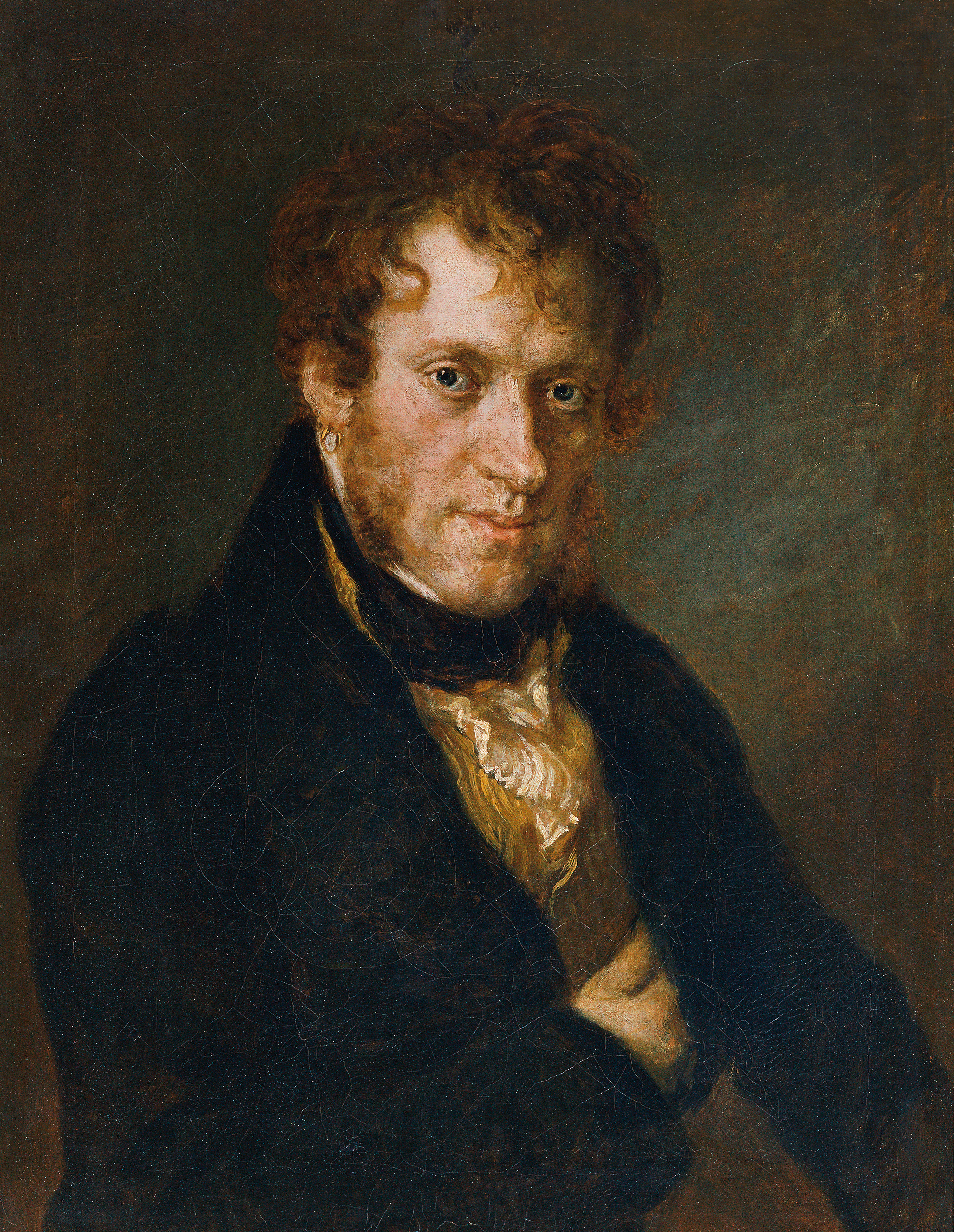
Portrait d'homme, Vienne, Österreichische Galerie Belvedere.
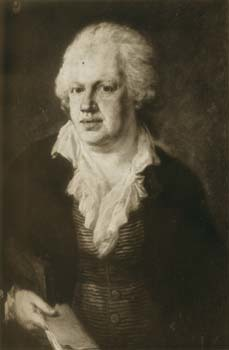
Joseph Marius von Babo, peinture à l'huile

## Un portrait de Mozart?

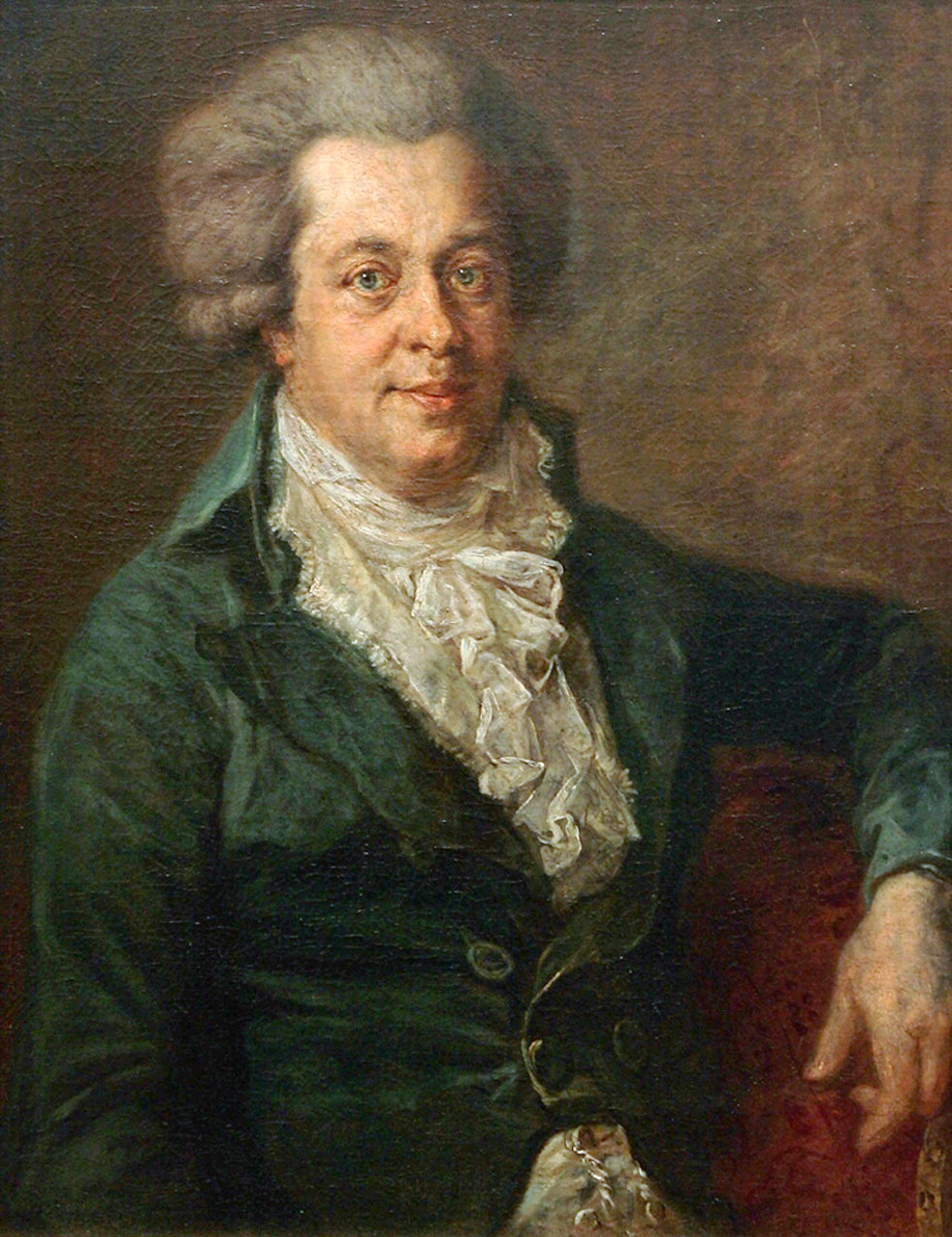
Portrait dit Edlinger-Mozart, vers 1790, Gemäldegalerie (Berlin)

Edlinger peint vers 1790 à Munich un portrait qui figure dans le catalogue de la  Gemäldegalerie de Berlin jusqu'en 2002 sous le titre Herr im grüne Frack (Homme à la veste verte) ; depuis 2002, le titre officiel dans l'inventaire est Wolfgang Amadeus Mozart. C'est l'historien de l'art Rolf Schenk, considéré comme le principal expert d'Edlinger, qui a proposé cette attribution, en confirmant une hypothèse formulée en 1995 par Wolfgang Seiller, un descendant d'Edlinger, qui avait remarqué une similitude entre la personne représentée sur le tableau de Berlin et le portrait de Mozart conservé au Civico Museo Bibliografico Musicale de Bologne ; en 2000, un article avait été publié sur la question. Des spécialistes de Mozart, Wolfgang Seiller et Martin Braun, confirment cette identification, en s'appuyant notamment sur des recherches biométriques,. Il s'agirait donc du dernier portrait de Mozart réalisé de son vivant, et postérieur à celui en miniature réalisé par Dora Stock en avril 1789, l'un des rares portraits ressemblants du compositeur et considéré jusque là comme le dernier portrait authentique connu de Mozart. Cependant, cette identification est discutée,.